# Zuria Vega
Zuria Valeria Vega Sisto ur. 10 stycznia 1989 w Meksyku) – meksykańska aktorka.

## Życiorys
Znana głównie z roli Renaty Higaredo Fontany w telenoweli Alma de Hierro, za którą w 2009 otrzymała nagrodę Mejor revelación femenina (Aktorskie Objawienie - rola kobieca). Zasłynęła również z roli Estrelli Marino Briceño w telenoweli Morze Miłości. W 2012 zagrała Lucianę Jacinto Flores w telenoweli Ukryta miłość.
Jest córką aktorów: Gonzalo Vegi i Leonory Sisto oraz siostrą Marimar Vega, także aktorki.

## Życie prywatne
Aktorka jest w związku z Alberto Guerrą. Para doczekała się córki o imieniu Lúa (2017) i syna Lukę (2019).

## Filmografia

### Filmy
- 2009: Sin ella jako Gaby
- 2013: No sé si cortarme las venas o dejármelas largas jako Julia

### Seriale
- 2008–2009: S.O.S.: Sexo y otros Secretos jako Roberta
- 2010: Mujeres Asesinas jako Azucena Chávez
- 2011: El Equipo jako Magdalena Saenz

### Telenowele
- 2008–2009: Alma de Hierro jako Renata Higareda
- 2009–2010: Morze miłości jako Estrella Marina Briceño de Galindez
- 2012: Ukryta miłość jako Luciana Jacinto Flores
- 2015: Que te perdone Dios jako Abigaíl Ríos / Abigaíl Ramos Flores
- 2017-2019: Mi marido tiene familia jako Julieta Aguilar Rivera